# Pandarus bicolor
Pandarus bicolor is een eenoogkreeftjessoort uit de familie van de Pandaridae. De wetenschappelijke naam van de soort is voor het eerst geldig gepubliceerd in 1816 door Leach.